# Хорєв Михайло Юрійович
Хорєв Михайло Юрійович (народився 26 листопада 1982, Київ) — державний службовець, заступник Міністра захисту довкілля та природних ресурсів України (з 20 липня 2020 року)

## Життєпис
Народився 26 листопада 1982 року в Києві.
У 2005 році закінчив Київський національний університет імені Тараса Шевченка за спеціальністю «Гідрологія та гідрохімія», здобув кваліфікацію — магістр гідрології і гідрохімії, гідроеколог, менеджер, географ, викладач.
У 2006—2008 роках працював у Дніпровському басейновому управлінні водних ресурсів;
У 2008–2011 роках — у Державному комітеті України по водному господарству;
У 2011—2016 роках — обіймав посади головного спеціаліста, начальника відділу у Державному агентстві водних ресурсів України;
У 2016—2020 роках був першим заступником голови Державного агентства водних ресурсів України;
З червня 2020 року — заступник Голови Державного агентства водних ресурсів України.
20 липня 2020 року призначений заступником Міністра захисту довкілля та природних ресурсів України. Курує питання сталого природокористування, морської та водної політики, надрокористування та формування політики у сфері управління радіоактивними відходами, поводження з відходами та екологічної безпеки та екологічної оцінки, контролю та екологічних фінансів.
Звільнений з посади заступника Міністра захисту довкілля та природних ресурсів України 13 травня 2022 р. № 378-р
Із вересня 2022 року викладає у Національний університет "Києво-Могилянська академія".
Державний службовець другого рангу
Одружений, має доньку.